# Exerodonta xera
Espèce
Synonymes
- Hyla xera Mendelson & Campbell, 1994

Statut de conservation UICN

 VU B1ab(iii) : Vulnérable
Exerodonta xera est une espèce d'amphibiens de la famille des Hylidae.

## Répartition
Cette espèce est endémique du Mexique. Elle se rencontre vers 1 500 m d'altitude, :
- dans le centre de l'État de Puebla ;
- dans le nord de l'État d'Oaxaca.

## Étymologie
Le nom spécifique xera vient du grec xeros, sec, en référence à l'habitat de cette espèce qui vit dans des régions désertiques.

## Publication originale
- Mendelson & Campbell, 1994 : Two new species of the Hyla sumichrasti group (Amphibia: Anura: Hylidae) from Mexico. Proceedings of the Biological Society of Washington, vol. 107, p. 398–409 (texte intégral).